# Stade phallique
Pour un article plus général, voir Sexualité infantile (psychanalyse).
Le stade phallique est, selon les théories de la psychanalyse, la troisième phase, entre les âges de trois ans et sept ans, de l'évolution affective d'un enfant, dans laquelle les pulsions partielles s'organisent autour du phallus, le seul organe génital reconnu est le masculin. Il succéderait au stade anal et serait marqué par le complexe d'Œdipe.
| Stade oral      | → | Stade anal (+ oral) | → | Stade phallique (+oral, +anal)       | → | Période de latence (+oral, +anal, +phallique) | → | Stade génital |
|                 |   |                     |   |                                      |   |                                               |   |               |
| Jusqu'à 18 mois |   | De 18 mois à 3 ans  |   | De 3 ans à 7 ans Situation œdipienne |   | Dès 7-8 ans                                   |   | Adolescence   |

## Description de la théorie du stade phallique
(avril 2018).
Si vous disposez d'ouvrages ou d'articles de référence ou si vous connaissez des sites web de qualité traitant du thème abordé ici, merci de compléter l'article en donnant les références utiles à sa vérifiabilité et en les liant à la section « Notes et références ».
Selon la théorie freudienne (1923), la zone érogène est alors génitale et urétrale, et le plaisir est lié à l’exhibition, au voyeurisme concernant les organes génitaux. C'est la période la plus marquée par l'angoisse de la castration et de sa reconnaissance. À ce moment le sujet ne reconnaît pour les deux sexes que le seul organe génital mâle, le phallus et son absence (phallique ou châtré). Cette phase phallique peut  mener à la reconnaissance de l'organe génital féminin, aboutir à la différenciation des sexes (pénis ou vagin) et à une reconnaissance de l’identité sexuelle (masculin ou féminin) et de la sexualité.
Mais apparaît aussi un conflit lié à l'interdit de l'inceste appelé complexe d'Œdipe : l'enfant veut posséder sa mère mais pour cela il doit détruire son père, son rival, or il aime son père et l'admire. Ce sentiment d'ambivalence crée un conflit important duquel l'enfant doit sortir. Pour posséder sa mère il va donc s'identifier au père en subissant son autorité ; pourtant en s’identifiant à lui, il se détachera de sa mère. Le père qui était un rival devient l'objet à imiter pour s’approprier sa puissance.